# Moxidectina
La moxidectina è un farmaco antielmintico della classe della milbemicina; è un lattone macrociclico utilizzato negli animali per prevenire o debellare le parassitosi da vermi, come la filariasi e le infestazioni da vermi intestinali; il farmaco è usato sui cani, sui gatti, sui cavalli, sui bovini, sulle pecore e sui vombati. La moxidectina uccide alcuni dei parassiti più comuni negli animali, che vivono sia all'interno che all'esterno dell'ospite, grazie alla capacità di legarsi ai canali ionici del cloruro presenti nelle cellule del parassita, i quali regolano la funzionalità dell'acido glutammico e sono pertanto fondamentali per le cellule nervose e muscolari degli invertebrati. Legandosi a questi canali, la moxidectina interrompe l'azione dei neurotrasmettitori, provocando la paralisi e la conseguente morte dei parassiti.
Si tratta di un composto ad alta liposolubilità; ciò ne determina l'elevato volume di distribuzione. La moxidectina si accumula nel tessuto adiposo dell'animale, da dove viene poi progressivamente rilasciata entro due mesi dal termine della somministrazione.
L'emivita della molecola varia da specie a specie: nelle capre, ad esempio, è significativamente più bassa che nelle pecore.

## Usi
Viene utilizzata in varie specie animali, in particolare:
- Nei cani, nella cura della dirofilariasi, causata dal nematode Dirofilaria immitis. In combinazione con l'imidacloprid, la moxidectina viene usata anche per il trattamento della rogna sarcoptica[1]
- Nei cavalli, per debellare parassiti come Strongylus vulgaris, oppure per curare le miasi causate dalle larve di Ditteri della famiglia delle Oestridae, come Gasterophilus intestinalis[4]
- Nel bestiame in generale, in caso di infestazioni da nematodi del tratto gastrointestinale, come Ostetargia ostertagi, o di vermi che infestano i polmoni, come Dictyocaulus viviparus[5]
- Negli ovini, per curare le parassitosi da Teladorsagia circumcincta e da Haemonchus contortus, entrambi nematodi[6]

Alcuni parassiti hanno sviluppato nel corso del tempo alcune mutazioni genetiche, specialmente a carico del recettore del GABA (il quale regola la trasmissione degli impulsi nervosi), che li hanno resi progressivamente resistenti al trattamento con moxidectina e con antielmintici dalla simile composizione chimica, come l'ivermectina, la doramectina e l'abamectina.

### Nell'uomo
Nel 2018 è stato approvato l'uso della moxidectina sugli esseri umani negli Stati Uniti d'America, come opzione terapeutica per l'oncocercosi (una filariasi causata da Onchocerca volvulus) in pazienti di oltre 11 anni di età.

## Effetti collaterali
Benché il farmaco sia sostanzialmente sicuro a dosi normali, un sovradosaggio può sovrastimolare l'attività dell'acido gamma-amminobutirrico (GABA), provocando un'iperattivazione del sistema nervoso parasimpatico; questo nei cavalli può causare atassia, tremori, abbassamento della frequenza respiratoria, stupor e coma.
Nei cani, se l'animale lecca la moxidectina applicata sulla cute come trattamento locale (topico), esso può andare incontro a tremori, vomito, scialorrea, atassia e nistagmo.